# Pikovaya dama (filme de 1910)
Pikovaya dama é um filme de drama russo de 1910 dirigido por Pyotr Chardynin.

## Enredo
O filme é baseado no conto de 1834 "A Rainha de Espadas" de Alexander Pushkin.

## Elenco
- Pavel Biryukov... Germann (as P. Biryukov)
- Aleksandra Goncharova... Liza
- Antonina Pozharskaya
- Andrey Gromov... Tomskiy